# Həzi Aslanov (Metro de Bakú)
Həzi Aslanov es una estación del Metro de Bakú. Se inauguró el 10 de diciembre de 2002.